# ترای ترنت
ترای ترنت (متولد ۱۹۶۵میلادی)  یک زن آمریکایی از زیمبابوه است که موفقیت تحصیلی به نظر غیر ممکن او باعث شهرت جهانی او شده است. 

## پیشینه و اشتغال
ترنت در روستای زپیوَنی در منطقه کورائی ، استان غربی مشونالند متولد شد.  وی از کودکی به دلیل فقر و همچنین زن بودن اجازه رفتن به مدرسه محلی خود ، دبستان ماتائو را نداشت ، اگرچه به برادرش تیناشه ، دانش آموزی که به تحصیل اهمیت نمیداد، فرصت حضور در این مدرسه داده شده بود.  وی بعدها اینگونه از مردان روستا از جمله پدرش و پسرهای روستا یاد میکرد:"اینها نان آور فردا هستند." ما باید به آنها آموزش دهیم. لازم است آنها را به مدرسه بفرستیم. دختران ازدواج خواهند کرد. ""  او با استفاده از کتاب های برادرش به طور خود اموز نوشتن و خواندن را یاد گرفت. و سرانجام شروع به انجام تکالیف برادرش کرد. وقتی معلم او از این موضوع اگاه شد به پدر ترنت التماس کرد تا اجازه دهد او در مدرسه تحصیل کند. (زیرا تکالیف مدرسه ای که ترنت انجام داده بود بسیار بهتر از تکالیفی بود که برادرش در مدرسه انجام داده بود)  او سپس برای مدت کوتاهی به مدرسه رفت ، اما پدرش عروسی او با فردی را در ازای یک گاو پذیرفت و او در سنین خردسال ازدواج کرد. وی در ۱۸ سالگی و بدون دیپلم دبیرستان سه فرزند داشت. شوهرش او را به دلیل اینکه خواستار تحصیل بود کتک میزد. در سال ۱۹۹میلادی ، جو لاک از شرکت بین‌المللی هایفر از روستای محل زندگی ترنت بازدید کرد و از هر زن روستا بزرگ ترین آرزویش را جویا شد. ترنت گفت که او می خواهد به آمریکا برود و لیسانس ، فوق لیسانس و سرانجام دکترای خود را بدست اورد . ترنت با تشویق مادرش ، این ارزو ها را نوشت و کاغذ را در قطعه ی اوراقی ای قرار داد و آن را دفن کرد. 
در سال ۱۹۹۸میلادی ، او به همراه همسرش و پنج فرزندشان به اوکلاهما نقل مکان کرد.  سه سال بعد ، وی لیسانس آموزش کشاورزی گرفت. در سال ۲۰۰۳میلادی ترنت مدرک فوق لیسانس خود را گرفت و شوهرش به دلیل سو استفاده از کشور اخراج شد . او آن زمان با مارک ترنت ، یک متخصص آسیب شناسی گیاهان ، که در دانشگاه ایالتی اوکلاهما ملاقات کرده بود ، دوباره ازدواج کرد.  پس از کسب همه مدارک تحصیلی ، به زیمبابوه بازگشت ، قطعه اوراقی خود را باز کرد و تک تک اهداف خود را بررسی کرد. در دسامبر ۲۰۰۹میلادی ، وی دکترای خود را از دانشگاه غربی میشیگان گرفت . او پایان نامه اش را راجع به برنامه های پیشگیری از ایدز برای زنان و دختران در جنوب صحرای آفریقا تنظیم و تالیف کرد.

## زندگینامه
او در سال ۲۰۰۹میلادی در کتاب نیمه آسمان نوشته نیکلاس کریستوف و شریل ودون و در بخشی از آن کتاب منتشر شده توسط مجله نیویورک تایمز منتشر شد .  بعد از ان، اپرا وینفری در اپرا قسمت مربوط به کتاب نیمه آسمان را در ترای اجرا کرد . اپرا خدمه ای را با ترنت به زیمبابوه فرستاد تا قطعه اوراقی را که ترنت در آن کاغذ اهداف خود دفن کرده بود را حفر کند. ترنت از زمان اخذ دکترای خود در سال ۲۰۰۹میلادی ، قرارداد دو ساله همکاری با شرکت بین‌المللی هایفر (که هزینه دکترای وی را پرداخت می کند) منعقد کرد. همچنین در سال ۲۰۰۹میلادی ، وی بنیاد تینوگوآ را تاسیس کرد که بعداً به موسسه بین‌المللی ترای ترنت تغییر نام یافت که این موسسه چندین مدرسه در زیمبابوه ساخت  در سال ۲۰۱۳میلادی ، وی مدرک کارشناسی ارشد بهداشت عمومی (اپیدمیولوژی) را از دانشگاه کالیفرنیا ، برکلی از دانشگاه کالیفرنیا ، برکلی اخذ کرد . 
در ماه مه ۲۰۱۱میلادی ، اپرا وینفری اعلام کرد که ترنت میهمان محبوب همیشگی او است و ۱.۵ میلیون دلار کمک کرد تا ترنت بتواند مدرسه شخصی خود را در روستای قدیمی خود در زیمبابوه بسازد.    ساخت این مدرسه در سال ۲۰۱۴میلادی به پایان رسید. در سال ۲۰۱۵میلادی ، ترنت کتابی در مورد زندگی خود به نام دختری که رویاهای خود را در قوطی دفن کرد ، با عنوان جان اسپی‌وی گیلچریست (به‌انگلیسی:Jan Spivey Gilchrist) ، منتشر کرد .  کتاب خودیاری او تالیف ۲۰۱۷میلادی و کتاب زن بیدار: به یاد آوردن و فروپاشی رویاهای مقدس ما ، با پیش گفتاری از اپرا وینفری ، به عنوان اثر برجسته ادبی ، آموزشی در چهل و نهمین دوره جوایز تصویر NAACP انتخاب شد .   وی از سال ۲۰۱۳میلادی استاد دستیار نظارت و ارزیابی در بهداشت جهانی در دانشگاه درکسل بوده است. 